# アンリ・ペリニョン
アンリ・アレクサンドル・ペリニョン（Henri Alexandre Pérignon、1879年10月14日 - 1990年6月18日）は、フランスのスーパーセンテナリアン。フランスならびに世界で存命中の最高齢男性だった長寿の人物。

## 略歴
1879年10月14日、セーヴルで日雇い労働者のアンリ・ジョゼフ・ペリニョン（当時37歳）と、ヴィクトリーヌ・トンデュ（当時29歳）の間に生まれる。1904年1月16日にブローニュ＝ビヤンクールで結婚する。第一次世界大戦勃発後の1914年8月に歩兵として動員され、1915年3月に運転手として軍の列車に移され、翌7月に運転手として第13砲兵連隊に移された。1916年2月に炎症により左眼が失明した。これが原因で1917年に障害年金を授与された。その後はブローニュのコインランドリーで働いた後、 1930年にカブールに移り、同地でまた働いた。1982年にはカーンの大学病院が自転車に乗りながらも呼吸が可能なペースメーカーを彼のために移植した。1989年時点では甥のマルセル・ペリニョン（当時95歳）が存命中だった。
1990年6月18日に死去、110歳247日没。8日前に世界最高齢男性になったばかりだった。死去後は1日だけ遅く生まれたアメリカのジェームズ・ウィギンズが男性最高齢になった。